# Henry Thomas de la Beche
Henry Thomas de la Beche (London, 1796. február 10. – London, 1855. április 13.) angol geológus.

## Élete
1819-ben kezdte meg Svájc, Olaszország, a francia tengerpart, Nagy-Britannia több kerülete stb. geológiai viszonyainak tanulmányozását. Conybeare társaságában nyilvánosságra hozta a plesiosaurus felfedezését a bristoli liaszmészben, 1825-ben pedig Jamaica geológiai viszonyairól értekezett. Több éven át vett részt Cornwall, Devonshire és nyugati Somerset geológiai és háromszögelési felvételein, megkapta a Director of the Geological Survey címet és 1848-ban lovagi rangra emeltetett. Ő volt a londoni gyakorlati geológiai múzeum megalapítója, számos földtani térképet is kiadott.

## Művei
- Geological notes (London, 1830)
- Sections and Views of geological Phenomena (London, 1830)
- Geological Manual (London, 1831)
- Geological Observer (London, 1851)